# 菊地道夫
菊地 道夫（きくち みちお、1980年10月13日 - ）は日本の作家、詩人、シンガーソングライター、現代美術家、起業家、数学者である。
先生は漫画家、妖怪研究家の水木しげる、師匠は作家、博物学者の荒俣宏、父は日本画家の菊地秀夫。Michio企画会長、おカネクル代表。東京大学数理科学アドバイザー。また、フリーの落語家として菊亭菊介の異名を持つ。

## 来歴
1980年、埼玉県比企郡小川町に生まれる。1993年、詩の創作を始める。
1996年、作家、フランス文学者である澁澤龍彦の著作に影響を受け、作家への道を志す。
2001年、埼玉県立大宮中央高等学校(旧称埼玉県立浦和高等学校通信教育部)卒業後、慶應義塾大学文学部入学、哲学(主にドイツ観念論)を学ぶ。
2006年、放送大学大学院文化科学研究科入学、数学を研究する(離散数学専攻)。
2010年、処女詩集『時空と生成』を上梓。そののちの2011年、第3詩集『隠れ躑躅の場所－ランドスケープの狭間で－』、2012年、第4詩集『愛すべき風景－宇宙における自然の位置－』などの詩集の他、2013年、詩創作20周年記念作品集『回想するということ－時の謎解き－』ほか『麗しき物語』などのエッセイ集を出版する。
2014年、武蔵野美術大学造形学部に入学するも、半年で中退する。東京大学大学院数理科学研究科入学、代数多様体論と数理論理学を研究する。
2015年、第6詩集『綴る恋』(三恵社刊)を出版する。
2016年、第7詩集『寿』(土曜美術社出版販売刊)を出版する。丸木位里、丸木俊作「原爆の図」を所蔵する原爆の図丸木美術館開館50周年記念の年に行われた「今日の反核反戦展」に、詩篇「平和」(『愛すべき風景－宇宙における自然の位置－』所収)を出品する。
2018年、詩創作25周年記念詩集(第9詩集)『知るということ』(鳥影社刊)を出版する。東京大学大学院数理科学研究科博士課程を修了する。博士論文は「数学の性質 －エルゴード時空の数理－」である。
2020年、40歳となることを記念して、第10詩集『美 AESTHETICSとしての』(デザインエッグ刊)を出版する。また40歳記念として、これまで出版してきた詩集から厳選された詩篇100篇を収録した『菊地道夫詩集 100のポエジー』(日比谷出版社刊)を出版する。
2021年、第11詩集『大々的に白』(青山ライフ出版刊)を出版する。また第12詩集『黒の失墜』を出版する。詩集『我道』がIndependently publishedより全世界に向けて出版される。
2023年、詩創作30周年記念詩集となる第15詩集『最終詩篇』をファイナル詩集として作家を引退する。

## 受賞
- 2016年、詩篇「逢う時」で第50回新人賞。第7詩集『寿』で現代日本文芸作家大賞。
- 2017年、詩篇「愛ふたたび」(第6詩集『綴る恋』所収)で日仏文学貢献作家大賞。
- 2018年、詩篇「知るということ」(第9詩集『知るということ』所収)でオーストリア・ウィーン・シェーンブルン国際芸術賞。
- 2019年、詩篇「花」(第7詩集『寿』所収)でフランス・ロワール・アートアカデミー賞。
- 2020年、詩篇「林檎」(第11詩集『大々的に白』所収)でフランス・ジャポニスム・スゥクセサール芸術勲章。
- 2021年、詩篇「引力」(第12詩集『黒の失墜』所収)でパリ・ルーヴル美術館よりアルチスト・ブリリアント(光輝く偉大な芸術家)認定。
- 2024年、詩篇「ヌーベルヴァーグ氏の思い出ーパリ・オリンピック 2024ー」（「美術の杜vol.64」所収）でフランス世界平和文学賞。

## 代表作
- 「愛ふたたび」-日仏文学貢献作家大賞受賞作(第6詩集『綴る恋』所収)
- 「寿」-現代日本文芸作家大賞受賞作(第7詩集『寿』所収)
- 「我道」(第6詩集『綴る恋』所収)
- 「花」-フランス・ロワール・アートアカデミー賞受賞作(第7詩集『寿』所収)[7]
- 「知るということ」-オーストリア・ウィーン・シェーンブルン国際芸術賞受賞作(第9詩集『知るということ』所収)[8]
- 「引力」‐アルチスト・ブリリアント認定作(第12詩集『黒の失墜』所収)
- 「秋のメロディー」-処女作(第4詩集『愛すべき風景』所収)

## 著書
- 詩集 回想するということ ～言の葉の礫～ (2013年12月12日)
- 詩集 綴る恋 三恵社(2015年1月1日) ISBN 978-4864872966
- 詩の遍歴 あるひとつの“形” NHK文化センター(2015年6月13日)
- 詩集 寿 土曜美術社出版販売(2016年4月4日) ISBN 978-4812022863
- フラットワールド探訪記 デザインエッグ(2017年6月6日) ISBN 978-4815000110
- 規範学 －言語研究としての－ デザインエッグ(2017年7月7日) ISBN 978-4815000509
- 緑の思想 ～宇宙・自然・美・精神～ デザインエッグ(2017年12月25日) ISBN 978-4815003012
- 詩集 知るということ 鳥影社(2018年7月1日) ISBN 978-4862656902
- 有名になりたくない症候群 デザインエッグ(2018年10月13日) ISBN 978-4815007300
- 自分教 －言葉の理解のためのプレリュード－ デザインエッグ(2018年12月21日) ISBN 978-4815009205
- 寿 言の葉の宇宙へと(電子書籍) 22世紀アート(2019年3月5日)
- 主観論 デザインエッグ(2019年5月1日) ISBN 978-4815011642
- 改訂 規範学(2019年9月23日]) ISBN 978-4815014216
- 「歩行倫理学」への招待 まつやま書房(2019年10月22日) ISBN 978-4896231298
- 言語思想史 デザインエッグ(2019年12月16日) ISBN 978-4815015732
- 自然学 デザインエッグ(2020年4月1日) ISBN 978-4815017590
- 詩集 美 AESTHETICSとしての デザインエッグ(2020年7月7日) ISBN 978-4815020330
- 菊地道夫詩集 100のポエジー 日比谷出版社(2020年11月11日)
- 詩集 大々的に白 青山ライフ出版(2021年1月20日) ISBN 978-4864504003
- 数学って何なの？ 世にも面白い数学談議 デザインエッグ(2021年5月17日) ISBN 978-4815026943
- 詩集 黒の失墜 一般社団法人日本電子書籍技術普及協会(2021年7月21日) ISBN 978-4910472218
- デジタル論理学 Digital Logic デザインエッグ(2021年11月1日) ISBN 978-4815030209
- 詩集 我道 Independently published(2021年11月21日) ISBN 979-8770980981
- 詩って何だろう Independently published(2022年3月11日) ISBN  979-8430537104
- 詩集 Abstractive Independently published(2023年5月15日) ISBN 979-8394763557
- 詩集 知るということ(電子書籍) ディスカヴァー・トゥエンティワン(2024年2月14日)
- 詩集 宴  Independently published(2024年7月9日)  ISBN 979-8332623059
- 詩集 もう余生  Independently published(2024年12月21日)  ISBN  979-8303989498
- 規範学原論 言語論理への道  Independently published(2025年2月8日)  ISBN  979-8309849734
- 詩集 BUDDHISM  Independently published(2025年6月1日)  ISBN   979-8285623533
- 有名になりたくない 菊地道夫の成功哲学  Independently published(2025年6月12日)  ISBN 979-8287078805

## アート作品
- 寿 (2017年)-東京都文京区にある日中友好会館美術館にて開催された第3回「美の視点」に展示。
- 私とは何か (2018年)-東京都足立区北千住にあるシアター1010にて開催された第9回「世界平和芸術家協会展」に展示。
- 寿 (2020年)-東京都中央区銀座にて開催された「銀座ギャラリー・アートフェスティバル2020」にアートポスターを展示。
- 生きる (2020年)-東京都町田市にある西山美術館主催の「ジャパニーズ・セレクション20選」に選出。
- 林檎 (2020年)-クロード・モネ生誕180周年記念企画としてフランス、ブルターニュ地方で作られたシードルのアート・ラベルにモネの代表作印象・日の出と共に起用。
- 引力 (2021年)‐ルーヴル美術館世界遺産登録30周年を記念して、パリにあるルーヴル美術館にポストカードとして収蔵。
- 存在 (2023年)-東京都新宿区新宿中央公園内にあるエコギャラリー新宿にて開催された「美術の庭エコロジカルアート展」に、詩篇を小川和紙に施した作品を展示。
- 華薫る・花(2023年) - 東京都六本木にある国立新美術館にて開催された第13回「世界平和芸術家協会展」に展示。

その他、詩篇「寿」を灯籠に仕立てた作品を奈良県奈良市にある薬師寺に、京扇子に仕立てた作品を京都府京都市にある平安神宮に奉納。また2017年には高等学校時代から描き続けてきた絵画作品を集大成した画集『美の自分史 菊地道夫の絵画』(日精ピーアール刊)を上梓。

## CDアルバム
- 季節の音(作詞：菊地道夫、作曲：菊地道夫、編曲：白河匠)‐息っ子クラブ(秋元康プロデュースのアイドルグループ)メンバーの岩城憲プロデュース作品。ギターはTOKIO、浜崎あゆみ、関ジャニ∞などのアーティストの楽曲を手がける秋元直也が担当した。全11曲を湾岸スタジオにて収録。2017年7月26日、リアルミュージックファクトリーより発売。
- Distribution(作詞：菊地道夫、作曲：岩城憲、編曲：白河匠)-息っ子クラブメンバーの岩城憲プロデュース作品第2弾。ギターは前作と同様に秋元直也が担当した。詩創作30周年記念アルバムで、全3曲を生演奏と共に収録した豪華盤となっている。2023年10月10日、リアルミュージックファクトリーより発売。

## ラジオ出演
- 日刊!さいたま〜ず(NHK-FM放送)‐2015年7月23日放送[9]。